# 云南南滚河国家级自然保护区
云南南滚河国家级自然保护区是中华人民共和国云南省临沧市的一个国家级自然保护区，地跨沧源佤族自治县和耿马傣族佤族自治县，距离中缅边界最近仅2.4千米。自然保护区的森林覆盖率达94.3%，被誉为“北回归线最后一块绿洲”，自建立以来从未出现过大的森林火灾。南滚河国家级自然保护区是白掌长臂猿在中国的唯一分布地，主要保护对象为亚洲象和热带季雨林景观。保护区的自然环境和植被近似西双版纳，动物分布种类与之大体相同；又因与缅甸为邻，动物常出入国境有利于促进物种交流，因此也具有东南亚动物区系的特征。:237,241

## 地理地质
南滚河国家级自然保护区总面积为508.87平方千米，范围为北纬23°09′~23°40′、东经98°57′~99°26′之间，西起沧源县小母空山顶，经班洪村到耿马县三家村，东起沧源县登革洛河岔口到耿马县石楼梯，南起沧源县勐角林场，北到耿马县三叉河。保护区位于横断山系怒山山脉的南延部分，属滇西纵谷区，是云贵高原向缅甸掸邦山地的过渡地带，地跨澜沧江、怒江两大水系。南滚河是云南境内怒江下游仅次于勐波罗河、南定河的第三大支流，水网丰富。
地质上属古滇西地槽的中三江褶皱系的一部分，在中生代印支运动和燕山运动时褶皱成陆，后受喜马拉雅山运动影响，第三纪开始形成高原雏形，自第四纪起高原强烈提升，河流急剧下切，形成山河相间，沟谷纵横的中山山地复杂地貌。

## 历史
1979年5月9日，临沧地区林业局批复《关于加强沧源县班老原始森林中的珍贵野生动物、植物资源所需人员经费的报告》，同意在专管机构正式成立之前配备脱产管护人员。同年9月14日，沧源县林业局正式向地区林业局申报设置自然保护区；10月25日，地区行署向云南省政府呈报《关于建立南滚河自然保护区的请示报告》；12月3日，省人民政府向国务院上报《关于建立南滚河自然保护区的报告》。1980年3月16日，国务院批复省政府，同意将南滚河流域的部分地区划为自然保护区。1980年7月11日，省政府批准设立“云南省沧源佤族自治县南滚河自然保护区管理所”，另设一个受管理所领导的森林派出所。:246
南滚河自然保护区是云南省首批建立的保护区之一，最初仅包含沧源县西部班洪乡和班老乡的部分地区，面积70.825平方千米，1995年被国务院批准为国家级自然保护区。2003年保护区范围扩大，新增加面积438.05平方公里，澜沧江省级自然保护区的大青山——窝坎大山子片区356.26平方公里并入南滚河自然保护区，剩余地区为南郎片区8.66平方公里，芒库河片区73.13平方公里。南滚河国家级自然保护区在2009年被认定为云南省科普教育基地。2016年成为第五批全国“生物多样性保护示范项目”区域之一。

## 生物资源
南滚河国家级自然保护区在中国植物区系的分区上属于古热带植物的滇、缅、泰地区；植被区划属于热带季雨林、雨林区，西部（偏干性）季雨林、雨林亚区，北热带季节性雨林、半常绿季雨林地带中的滇西南河谷山地半常绿季雨林区:239。有记录的维管植物共有2,439种，分属222科，1,066属。其中蕨类植物43科，94属，150种，种子植物179科，972属，2,289种。植物名录中属珍稀濒危保护植物的共计216种，占保护区维管植物种类的8.86%，包括国家级保护植物18种，其中蕨类植物5种，被子植物13种。云南省级保护植物35种，均为被子植物。其他还有苔藓植物37科，83属，165种；大型真菌4个纲，22科，56属，102种。森林以热带雨林、热带季雨林为主，重要植物有桫椤、长蕊木兰、箭毒木、千果榄仁、董棕、铁杉、铁力木、四数木、云南石梓等。
动物地理区划上，南滚河保护区属于东洋界、中印亚界、华南区的滇南山地亚区，是热带动物科属分布的北界，按生态类型划分属热带森林、灌木、草地——农田生态地理动物群:241。哺乳动物有10目，30科，79属，102种；两栖动物3目8科19属26种，爬行动物2目12科30属40种；鸟类18目43科264种；鱼类6目10科29属40种；昆虫10目84科610种。其中被列入国家重点保护野生动物名单的共计63种。保护区内栖息有亚洲象、孟加拉虎、金钱豹、白掌长臂猿、黑冠长臂猿、林麝、豚鹿等19种国家一级保护动物，猕猴、短尾猴、小熊猫等44种国家二级保护动物。南滚河国家级自然保护区是白掌长臂猿在中国的唯一分布地，以及亚洲象的唯二分布地之一（另一处为西双版纳）。